# Wimbledon-mesterskabet i damedouble 2013
Wimbledon-mesterskabet i damedouble 2013 var den 91. damedoubleturnering ved Wimbledon-mesterskaberne i tennis. Mesterskabet blev vundet af Hsieh Su-Wei og Peng Shuai, som i finalen besejrede Ashleigh Barty og Casey Dellacqua med 7–6(7–1), 6–1.
De forsvarende mestre, Serena og Venus Williams, som i 2012 vandt titlen for femte gang, forsvarede ikke deres titel.

## Hovedturnering

### Spillere
Hovedturneringen havde deltagelse af 64 par. Heraf havde 55 par kvalificeret sig i kraft af deres ranglisteplacering pr. 17. juni 2013, mens fire par spillede sig igennem kvalifikationen. Derudover modtog fem par et wildcard (WC).

### Resultater

#### Kvartfinaler, semifinaler og finale
| Julia Görges       |
| Záhlavová-Strýcová |

| Shuko Aoyama       |
| Chanelle Scheepers |

| Shuko Aoyama       |
| Chanelle Scheepers |

| Jelena Janković      |
| Mirjana Lučić-Baroni |

| Hsieh Su-Wei |
| Peng Shuai   |

| Hsieh Su-Wei |
| Peng Shuai   |

| Hsieh Su-Wei |
| Peng Shuai   |

| Anna-Lena Grönefeld |
| Květa Peschke       |

| Ashleigh Barty  |
| Casey Dellacqua |

| Nadia Petrova      |
| Katarina Srebotnik |

| Anna-Lena Grönefeld |
| Květa Peschke       |

| Ashleigh Barty  |
| Casey Dellacqua |

| Ashleigh Barty  |
| Casey Dellacqua |

| Andrea Hlaváčková |
| Lucie Hradecká    |

#### Første til tredje runde
| Sara Errani   |
| Roberta Vinci |

| Anne Keothavong |
| Johanna Konta   |

| Sara Errani   |
| Roberta Vinci |

| Annika Beck     |
| Irina Burjatjok |

| Natalie Grandin    |
| Vladimíra Uhlířová |

| Natalie Grandin    |
| Vladimíra Uhlířová |

| Sara Errani   |
| Roberta Vinci |

| Nicola Slater |
| Lisa Whybourn |

| Julia Görges       |
| Záhlavová-Strýcová |

| Alizé Cornet       |
| Pauline Parmentier |

| Alizé Cornet       |
| Pauline Parmentier |

| Irina-Camelia Begu |
| Janetta Husárová   |

| Julia Görges       |
| Záhlavová-Strýcová |

| Julia Görges       |
| Záhlavová-Strýcová |

| A. Pavljutjenkova |
| Lucie Šafářová    |

| Shuko Aoyama       |
| Chanelle Scheepers |

| Shuko Aoyama       |
| Chanelle Scheepers |

| Raluca Olaru |
| Olga Savtjuk |

| Raluca Olaru |
| Olga Savtjuk |

| Timea Babos   |
| Mandy Minella |

| Shuko Aoyama       |
| Chanelle Scheepers |

| Flavia Pennetta |
| Andrea Petkovic |

| Liezel Huber |
| Sania Mirza  |

| Samantha Murray |
| Jade Windley    |

| Flavia Pennetta |
| Andrea Petkovic |

| Klára Zakopalová |
| Renata Voráčová  |

| Liezel Huber |
| Sania Mirza  |

| Liezel Huber |
| Sania Mirza  |

| Jekaterina Makarova |
| Jelena Vesnina      |

| Karolína Plíšková |
| M.T. Torró Flor   |

| Jekaterina Makarova |
| Jelena Vesnina      |

| Kimiko Date-Krumm |
| A. Parra Santonja |

| Christina McHale |
| Tamira Paszek    |

| Christina McHale |
| Tamira Paszek    |

| Jekaterina Makarova |
| Jelena Vesnina      |

| Sorana Cîrstea |
| Ayumi Morita   |

| Jelena Janković      |
| Mirjana Lučić-Baroni |

| Kirsten Flipkens     |
| Magdaléna Rybáriková |

| Kirsten Flipkens     |
| Magdaléna Rybáriková |

| Jelena Janković      |
| Mirjana Lučić-Baroni |

| Jelena Janković      |
| Mirjana Lučić-Baroni |

| Chan Hao-Ching      |
| A. Medina Garrigues |

| Kristina Mladenovic |
| Galina Voskobojeva  |

| Sofia Arvidsson |
| Johanna Larsson |

| Kristina Mladenovic |
| Galina Voskobojeva  |

| Darija Jurak        |
| Tamarine Tanasugarn |

| Darija Jurak        |
| Tamarine Tanasugarn |

| Olga Govortsova |
| Alicja Rosolska |

| Darija Jurak        |
| Tamarine Tanasugarn |

| Simona Halep    |
| Anna Tatishvili |

| Hsieh Su-Wei |
| Peng Shuai   |

| S. Foretz Gacon |
| Eva Hrdinová    |

| S. Foretz Gacon |
| Eva Hrdinová    |

| Vera Dusjevina   |
| Alexandra Panova |

| Hsieh Su-Wei |
| Peng Shuai   |

| Hsieh Su-Wei |
| Peng Shuai   |

| Anna-Lena Grönefeld |
| Květa Peschke       |

| Dominika Cibulková |
| Monica Niculescu   |

| Anna-Lena Grönefeld |
| Květa Peschke       |

| Francesca Schiavone |
| Samantha Stosur     |

| Lisa Raymond |
| Laura Robson |

| Lisa Raymond |
| Laura Robson |

| Anna-Lena Grönefeld |
| Květa Peschke       |

| Lara Arruabarrena |
| Monica Puig       |

| Eugenie Bouchard |
| Petra Martić     |

| Eugenie Bouchard |
| Petra Martić     |

| Eugenie Bouchard |
| Petra Martić     |

| Mervana Jugić-Salkić |
| Heather Watson       |

| Cara Black      |
| Marina Erakovic |

| Cara Black      |
| Marina Erakovic |

| Vania King |
| Zheng Jie  |

| Vesna Dolonc      |
| Bojana Jovanovski |

| Vania King |
| Zheng Jie  |

| Tsvetana Pironkova |
| Yanina Wickmayer   |

| Tsvetana Pironkova |
| Yanina Wickmayer   |

| Madison Keys  |
| Melanie Oudin |

| Vania King |
| Zheng Jie  |

| Eva Birnerová   |
| Stefanie Vögele |

| Nadia Petrova      |
| Katarina Srebotnik |

| Varvara Lepchenko |
| Zhang Saisai      |

| Varvara Lepchenko |
| Zhang Saisai      |

| L. Domínguez Lino |
| Garbiñe Muguruza  |

| Nadia Petrova      |
| Katarina Srebotnik |

| Nadia Petrova      |
| Katarina Srebotnik |

| Raquel Kops-Jones |
| Abigail Spears    |

| Shahar Pe'er |
| Yan Zi       |

| Raquel Kops-Jones |
| Abigail Spears    |

| Sandra Klemenschits |
| Romina Oprandi      |

| Sandra Klemenschits |
| Romina Oprandi      |

| Catalina Castaño |
| Katalin Marosi   |

| Raquel Kops-Jones |
| Abigail Spears    |

| Mona Barthel    |
| Līga Dekmeijere |

| Ashleigh Barty  |
| Casey Dellacqua |

| Megan Moulton-Levy |
| Zhang Shuai        |

| Megan Moulton-Levy |
| Zhang Shuai        |

| Valerija Solovjeva |
| Maryna Zanevska    |

| Ashleigh Barty  |
| Casey Dellacqua |

| Ashleigh Barty  |
| Casey Dellacqua |

| Daniela Hantuchová |
| Marija Kirilenko   |

| María Irigoyen  |
| Paula Ormaechea |

| Daniela Hantuchová |
| Marija Kirilenko   |

| Silvia Soler Espinosa |
| Carla Suárez Navarro  |

| Silvia Soler Espinosa |
| Carla Suárez Navarro  |

| Tara Moore    |
| Melanie South |

| Silvia Soler Espinosa |
| Carla Suárez Navarro  |

| Jana Čepelová       |
| Oksana Kalasjnikova |

| Andrea Hlaváčková |
| Lucie Hradecká    |

| Irina Falconi |
| Tatjana Maria |

| Jana Čepelová       |
| Oksana Kalasjnikova |

| Alla Kudrjavtseva   |
| Anastasia Rodionova |

| Andrea Hlaváčková |
| Lucie Hradecká    |

| Andrea Hlaváčková |
| Lucie Hradecká    |